# Tadotsu
Tadotsu (japanska: 多度津町?, Tadotsu-chō) är en landskommun (köping) i Kagawa prefektur i Japan. 